# Böhmer (Adelsgeschlecht)

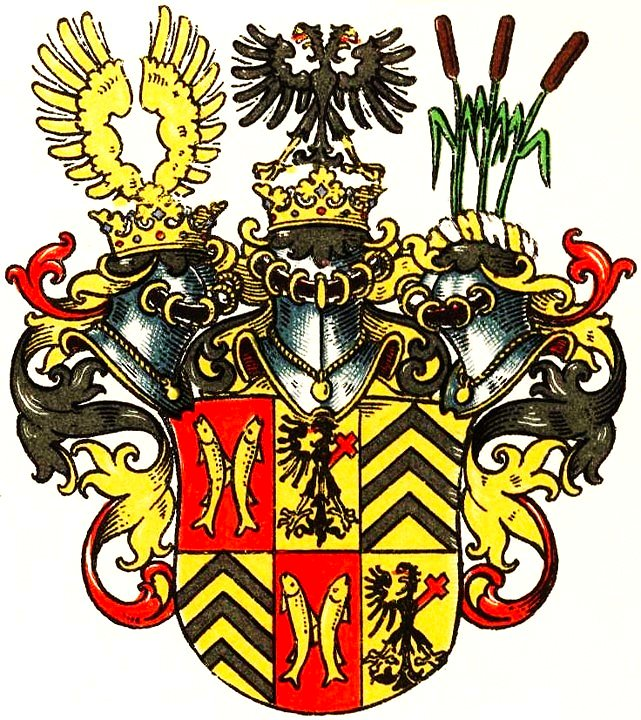
Wappen der Freiherren von Böhmer

Die Freiherren von Böhmer (auch: Boemer, Boymer, Bohmer, Bäumer o. ä.) sind ein westfälisches Adelsgeschlecht.

## Geschichte
Das Freiherren-Geschlecht stammte ursprünglich aus Holland und kam im 17. Jahrhundert nach Westfalen. Es besaß u. a. Haus Stockum in Werne (ab 1630), Schloss Rimburg im Wurmtal an der deutsch-niederländischen Grenze bei Übach-Palenberg (ab 1640), Haus Beckedorf in Werne-Horst (ab ca. 1650) sowie Gut Köbbing im Kirchspiel Everswinkel (ab 1706).
Als Familienmitglieder erscheinen u. a.:
- Arnold (Arnoldt) von Böhmer (urkundl. 1630–1637, 1647 †): Arnold erhielt 1630 das Amt Hövel als Lehen und 1637 Haus Stockum zur Erbpacht. Er war verheiratet mit Catharina von Splinter (1647 Wittwe) und hatte mit ihr zwei Kinder: Petronella und Franz Wilhelm.
- Petronella von Böhmer: Petronella, Tochter von Arnold von Böhmer, war ab 1645 mit Don Ferdinand Anas de Sauedra, Kapitain der Kompagnie Cürassier in Königlich-spanischen Diensten, verheiratet. Nachdem Don Ferdinand Anas de Sauedra verstorben war, schloss sie eine zweite Ehe mit einem Grafen von Lignéville und hatte mit diesem zwei Kinder.
- Franz Wilhelm von Böhmer (urkundl. 1647–1656): Franz Wilhelm, Sohn von Arnold von Böhmer, wurde 1647 mit dem Amt und Gericht zu Stockum belehnt. Er war ab 1663 mit Agnes Katharina von Westerholt verheiratet, mit der er zwei Kinder hatte: Anna Sophia Elisabeth und Katharina Mechtild.
- Katharina Mechtild von Böhmer († vor 1726): Katharina Mechtild, Tochter von Franz Wilhelm von Böhmer, war mit Franz Albert Graf von Thiennes, Villerzy, und Montigny S. Christoph, Herrn von Neuville, verheiratet. Die Ehe blieb kinderlos und Katharina Mechtild verstarb vor ihrer Schwester.
- Anna Sophie Elisabeth von Böhmer († 1726): Anna Sophia Elisabeth, Tochter von Franz Wilhelm von Böhmer, blieb unverheiratet. 1706 kaufte sie Gut Köbbing. Da ihre Schwester vor ihr verstarb, war Anna Sophia Elisabeth die Letzte des Geschlechts. Nach ihrem Tod 1726 fielen die Familiengüter an die Grafen von Lignéville.

## Wappen
Blasonierung: Der Schild ist zweimal gespalten und einmal geteilt. In den Feldern 1 und 5 in Rot zwei voneinander gekehrte aufgerichtete goldene Fische. In den Feldern 2 und 6 in Gold ein rechtssehender, schwarzer Adler, der an der Stelle des linken Flügels ein rotes Kreuz hat. In den Feldern 3 und 4 in Gold übereinander drei schwarze Sparren. Drei Helme: Helm 1 gekrönt, darüber ein goldener, offener Flug. Helm 2 gekrönt, darüber ein schwarzer Doppeladler. Helm 3 silber-gold gewulstet, darüber drei braune Rohrkolben mit grünen Stängeln und Blättern. Die Helmdecken sind schwarz-rot-gold.